# Speleonectes minnsi
Speleonectes minnsi is een ladderkreeftensoort uit de familie van de Speleonectidae. De wetenschappelijke naam van de soort is voor het eerst geldig gepubliceerd in 2003 door Koenemann, Iliffe, van der Ham.